# Gilton Ribeiro
Gilton Ribeiro (nacido el 25 de marzo de 1989) es un futbolista brasileño que se desempeña como defensa.
Jugó para clubes como el Joinville, Cerezo Osaka, Albirex Niigata, Kashima Antlers, Chapecoense, Paraná, Cuiabá, Ventforet Kofu y Guarani.

## Trayectoria

### Clubes
| Club            | País   | Año         |
| --------------- | ------ | ----------- |
| Porto Alegre    | Brasil | 2008        |
| Juventus        | Brasil | 2008        |
| Joinville       | Brasil | 2008 - 2012 |
| Cerezo Osaka    | Japón  | 2008        |
| Albirex Niigata | Japón  | 2009        |
| Kashima Antlers | Japón  | 2010        |
| Chapecoense     | Brasil | 2012        |
| Paraná          | Brasil | 2013        |
| Paysandu        | Brasil | 2013        |
| Brusque         | Brasil | 2014        |
| Cuiabá          | Brasil | 2014        |
| Ventforet Kofu  | Japón  | 2016        |
| Guarani         | Brasil | 2016 - 2017 |